# کوه‌های کوهبنان
کوه‌های کوهبنان شامل گروهی از کوه‌های واقع در شمال استان کرمان در ایران است. این کوه‌ها در راستای شمال غربی- جنوب شرقی کشیده شده و در شمال غرب، شرق و بخش جنوب شرقی شهر کرمان، شمال شرقی شهر زرند و غرب شهر راور جای دارد. کوه گاو راور با ارتفاع ۳۵۵۴ متر بلندترین نقطه این رشته‌کوه است که در شمال غربی شهر راور قرار دارد.

## قله‌های مهم
کوه گاو راور.  ۳۵۵۴متر
کوه مزار زرند.   ۳۴۵۰متر
کوه دوشاخ زرند. ۳۲۰۰متر
کوه شاردو راور . ۳۲۵۰متر
کوه حسن کَل کوهبنان ۳۳۰۴ متر 
کوه داوادان کوهبنان ۳۱۶۷ متر 
کوه سرخ کوهبنان ۲۹۸۰ متر
کوه هشونی کوهبنان ۳۰۰۰ متر 
کوه خواجه کوهبنان ۲۸۵۰ متر 
کوه سدجور (باغ سیاه ) ۲۵۰۰ متر
تنگل بندر ۲۵۰۰ متر 
و قله‌های بلند متعدد دیگر ...

## زمین‌شناسی
کوه‌های کوهبنان عمدتاً در دوره میوسن و طی کوه‌زایی آلپی بر اثر برخورد صفحه عربستان به صفحه ایران و در پی فشردگی این منطقه در مقابل بلوک مقاوم لوت پدید آمده است. بخش عمده کوه‌های کوهبنان از سنگ‌های متعلق به دوره کرتاسه و ژوراسیک در بخش شمال غربی، سنگ‌های ژوراسیک در بخش مرکزی و سنگ‌های کرتاسه پسین در بخش جنوب شرقی تشکیل شده است. سنگ‌های متعلق به دوران دیرینه‌زیستی عمدتاً در شمال غرب و قسمت‌های شمالی بخش شرقی و نیز در قسمت‌های جنوب غربی و شرقی بخش مرکزی این کوه‌ها یافت می‌شود.

## آب و هوا
به دلیل ارتفاع زیاد دارای آب و هوای کوهستانی بوده که کاملاً با هوای گرم و نیمه‌بیابانی مناطق اطراف آن متفاوت است.